# 379
379 (CCCLXXIX) fue un año común comenzado en martes del calendario juliano, en vigor en aquella fecha.
En el Imperio romano, el año fue nombrado como el del consulado de Ausonio y Hermogeniano, o menos comúnmente, como el 1132 Ab urbe condita, adquiriendo su denominación como 379 a principios de la Edad Media, al establecerse el anno Domini.

## Acontecimientos

### Imperio romano
- 19 de enero: Teodosio I es elevado a emperador romano en Sirmio.
- Graciano rechaza el título de Emperador de Oriente.
- Graciano renuncia al título de pontifex maximus.
- La provincia de Iliria es traspasada al Imperio de Oriente.

### Asia
- Ardacher II se convierte en rey de Persia.
- China: se combate en la guerra de los Feishui.

### América
- 13 de septiembre: Nun Yax Ayin es nombrado rey de Tikal.

### Religión
- Gregorio Nacianceno se convierte en Patriarca de Constantinopla, y es herido cuando lo ataca una turba de herejes.
- Juan Crisóstomo escribe un libro sobre la educación cristiana de los niños.

## Fallecimientos
- San Basilio, Obispo de Cesarea.
- Sapor II, emperador sasánida.